# Maierangerkogel
Der Maierangerkogel ist ein 2356 m ü. A. hoher Berg in der Obersteiermark.
Er liegt nördlich von Gaal in den Seckauer Tauern. Erreichbar ist der Gipfel über den Vorwitzgraben und den Vorwitzsattel (2100 m), von dem man nordwestlich auf den Maierangerkogel gehen kann oder südöstlich über den Maiersteig auf den Seckauer Zinken. Wenn man vom Maierangerkogel den Grat entlang Richtung Süden absteigt, kann man den Ingeringsee sehen.
Geht man vom Gipfel Richtung Nordwesten, kommt man über den Brandstätterkogel auf den Hochreichhart.